# Otto Kretschmer
El Comodor Otto Kretschmer (1 de maig de 1912 – 5 de maig de 1998) va ser un comandant de submarins alemany durant la Segona Guerra Mundial, sent l'As de la Profunditat amb més èxit. Des de setembre de 1939 fins que va ser capturat al març de 1941, va enfonsar 47 vaixell, amb un total de 274.333 tones. Va ser condecorat amb la Creu de Cavaller de la Creu de Ferro amb Fulles de Roure i Espases, a més d'altres distincions. Va rebre el malnom d'Otto el Silenciós (Otto der Schweigsame) tant per la seva habilitat en la navegació silenciosa dels submarins com al seu malestar per trencar el silenci radiofònic durant les patrulles.

## Biografia

### Inicis
Otto Kretschmer va néixer a Heidau, Neisse. Fill d'un mestre d'escola de la Baixa Silèsia, de petit mostrà interès pels idiomes i les ciències naturals. Amb 17 anys va anar a Gran Bretanya, França, Itàlia i Àustria per perfeccionar el coneixement dels idiomes. Va passar 8 mesos vivint a Exeter, on va aprendre l'anglès de manera fluida, de manera que va poder aprovar l'examen de capacitació com a intèrpret naval en anglès. L'abril del 1930 abandonà els estudis i s'allistà a la Reichsmarine, obtenint el rang de Seekadett i completant el curs d'oficial, passant 3 mesos a bord del vaixell d'entrenament Niobe. Posteriorment passà gairebé un any a bord del creuer lleuger Emden i, al desembre de 1934, va passar a bord del creuer lleuger Köln. Kretschmer va estar a bord del Köln fins que va ser enviat al cos de U-Boots el gener de 1936, on va rebre un entrenament d'oficial extensiu i va ser promogut a Oberleutnant zur See.
El primer comandament de Kretschmer va ser el U-35, un  U-Boot tipus VIIA el 1937. Aquesta promoció va coincidir amb la participació alemanya a la Guerra Civil Espanyola, i l'U-35 rebé l'ordre de patrullar per la costa espanyola. l'U-35 tornà a Alemanya després d'una patrulla sense incidents en la que no enfonsà cap vaixell. El setembre del 1937, Kretschmer abandonà l'U-35 i prengué el comandament del U-23, un U-Boat costaner tipus IIB.

### Segona Guerra Mundial
La Campanya de Polònia sorprengué a Kretschmer encara al comandament de l'U-23, i va ser enviat ben aviat al front juntament amb la resta de la flota de submarins de la Kriegsmarine. Les seves primeres patrulles de guerra van ser a través del Mar del Nord i als voltants de la costa britànica. El primer èxit de Kretschmer va ser al Moray Firth, on va atacar i enfonsar el petroler danès Danmark de 10.517 tones el 12 de gener de 1940, usant torpedes. L'Almirallat britànic va pensar que el petrolier havia estat enfonsat per una mina, car no va trobar cap submarí a la zona. Un mes després, el 18 de febrer, Kretschmer va enfonsar el destructor de la Royal Navy HMS Daring de 1.300 tones al Pentland Firth, mentre que escortava al comboi HN-12 des de Noruega. Les tripulacions dels U-Boat sempre evitaven enfrontar-se deliberadament els destructors enemics, de manera que la destrucció del Daring va ser vista amb justícia com un atac molt hàbil tant de Kretschmer com de tota la tripulació de l'U-23.
L'abril del 1940, després de 8 patrulles, Kretschmer va abandonar l'U-23 i va ser destinat al recentment completat U-Boot tipus VII B U-99. Després de dos mesos d'entrenaments i proves al Bàltic, l'U-99 va ser enviat al front el juny de 1940. Durant les seves primeres 4 patrulles, Kretschmer començà a atacar combois durant la nit des de la superfície, enfonsant mercants amb trets molt acurats, usant sempre que fos possible un únic torpede per vaixell per tal d'estalviar munició (en lloc de seguir la tàctica habitual de disparar diversos torpedes en ventall), atribuint-se a Kretschmer la sentència "Un torpede... un vaixell". Les tàctiques de Kretschmer van ser àmpliament copiades per tot el cos d'U-Boots, tot i que en la pràctica s'assoliren resultats diversos.
La seva patrulla de més èxit tingué lloc al novembre de 1940. Durant aquella patrulla, l'U-99 de Kretschmer enfonsà 2 creuers mercants armats britànics, el HMS Laurentic (18.724 tones) i el HMS Patroclus (11.314 tones). El Laurentic i el Patroclus van ser enfonsats la nit del 3-4 de novembre, després que responguessin a les crides de socors del vaixell de càrrega Casanare de 5.376 tones, que l'U-99 havia deixat mortalment ferit a 250 milles a l'oest d'Irlanda. A més, descobrí la posició del comboi HX90, del qual enfonsà el petroler Scottish Maiden, tot i estar situat al centre del comboi. Al seu retorn, descobrí que havia estat condecorat per Hitler amb les Fulles de Roure per a la seva Creu de Cavaller de la Creu de Ferro el 4 de novembre.
En la seva següent missió, al desembre de 1940, enfonsà un nou creuer mercant armat, el HMS Forfar (16.402 tones). El Forfar va ser enfonsant un mes després, el 2 de desembre, mentre que protegia el comboi OB-251, a més d'altres integrants del comboi (el petroler Conch i el vapor Farmsum). Conjuntament, només els 3 mercants armats feien més de 46.000 tones, i feren pujar a Kretschmer al número 1 de la llista d'Assos, no sent mai superat. Juntament amb Günther Prien i Joachim Schepke havia enfonsat 200.000 tones, i Kretschmer va ser el primer a arribar a les 250.000. Klaus Bargsten servia a bord de l'U-99 a les ordres de Kretschmer, abans de ser promogut a comandant al febrer de 1941 i esdevenir l'únic supervivent del U-521 el 2 de juny de 1942
Kretschmer també era meticulós en la seva conducta vers a les tripulacions dels vaixells torpedinats. Quan atacava vaixells mercants solitaris abans que comencessin les tàctiques de les llopades, era conegut per donar mantes i ampolles de licor als bots salvavides, així com indicar-los el rumb cap a la terra més propera. En una patrulla al setembre de 1940 va rescatar un supervivent d'un vaixell que havia atacat i que havia quedat sol enmig de l'Atlàntic, transferint-lo posteriorment a un bot salvavides després del seu atac amb èxit.
En la seva darrera patrulla al març de 1941 va enfonsar 10 vaixells més. El 17 de març de 1941, durant un contraatac realitzat pels escortes del comboi HX-112, l'U-99 va resultar danyat després de repetits atacs de càrregues de profunditat pels destructors britànics HMS Walker i HMS Vanoc. Kretschmer hagué d'emergir i, trobant-se sota el foc dels vaixells britànics, va enfonsar el seu vaixell. Es van perdre 3 dels seus homes, entre ells el sots-oficial Schroeder, el cap de màquines, però Kretschmer i la resta de la tripulació de l'U-99 van ser capturats pels britànics. Poc abans de capturar el U-99, els escortes britànics havien aconseguit una altra victòria contra la Kriegsmarine, quan un altre as dels submarins, Joachim Schepke, va morir a bord del U-100 quan aquest va ser envestit i enfonsat pel Vanoc.
Les pràctiques habituals de conducta de Kretschmer van ser evidents durant l'enfonsament del seu vaixell. Va fer senyals al HMS Walker per demanar el rescat dels seus homes, va prendre riscos per assegurar-se que abandonessin el submarí tants homes com fos possible, i fins i tot ajudà als seus homes a pujar per les xarxes de rescat que penjaven del destructor. La força de Kretschmer va minvar a l'aigua glaçada i el seu propi rescat va ser obra d'un mariner britànic que baixà per la xarxa i el va treure de l'aigua.

### Presoner de guerra
Després de ser capturat, Kretschmer passà gairebé 7 anys com a presoner de guerra britànic. Inicialment va ser retingut a Liverpool, passant després a Londres. El 3 d'abril de 1942 va entrevistar-se a casa de l'almirall sir George Creasy, el director de la campanya antisubmarina. Després de Londres, seria internat en un camp de presoners al nord d'Anglaterra, prop de llac Windermere. Allà Kretschmer participaria en un "Tribunal d'Honor" (tot i estar expressament prohibit per la Convenció de Ginebra) per jutjar per covardia al segon oficial de l'U-570, que havia rendit la nau davant un atac aeri. Passat el Nadal de 1941, el comandant del camp de presoners informà a Kretschmer que havia estat condecorat amb les Espases per a la seva Creu de Cavaller. A finals de maig de 1942 van ser enviats a un camp de presoners al Canadà, al Camp de presoners de Guerra de Bowmanville, prop del llac Ontario. El 1943, l'alt comandament alemany intentà rescatar-lo (Operació Kiebitz), però el pla fracassà. A finals de 1946 tornà a Anglaterra, a un campament de presoners prop de Sheffield; i al desembre de 1947 se li va permetre tornar a Alemanya.

### Després de la guerra
Igual que d'altres veterans navals alemanys, Kretschmer s'uní a la nova marina alemanya, la Bundesmarine. S'uní el 1955, i 2 anys més tard va ser nomenat comandant del 1. Geleitgeschwader (1r Esquadró d'Escorta). L'any següent va ser nomenat comandant de les Forces Amfíbies Alemanyes (Bundesmarine Amphibische Streitkräfte). Des de 1962 en endavant serví com a oficial d'estat major a l'OTAN, abans de ser el Cap d'Estat Major de l'OTAN del comandament COMNAVBALTAP a Kiel al maig de 1965. Es retirà al setembre de 1970 com a Almirall de Flotilla.
Posteriorment, Kretschmer va ser sovint entrevistat a programes de ràdio i televisió sobre la Segona Guerra Mundial, apareixent a la sèrie documental de 1974 The World at War.
Va morir en un accident nàutic al Danubi a l'estiu de 1998, mentre celebrava el seu 50è aniversari de noces.

## Condecoracions

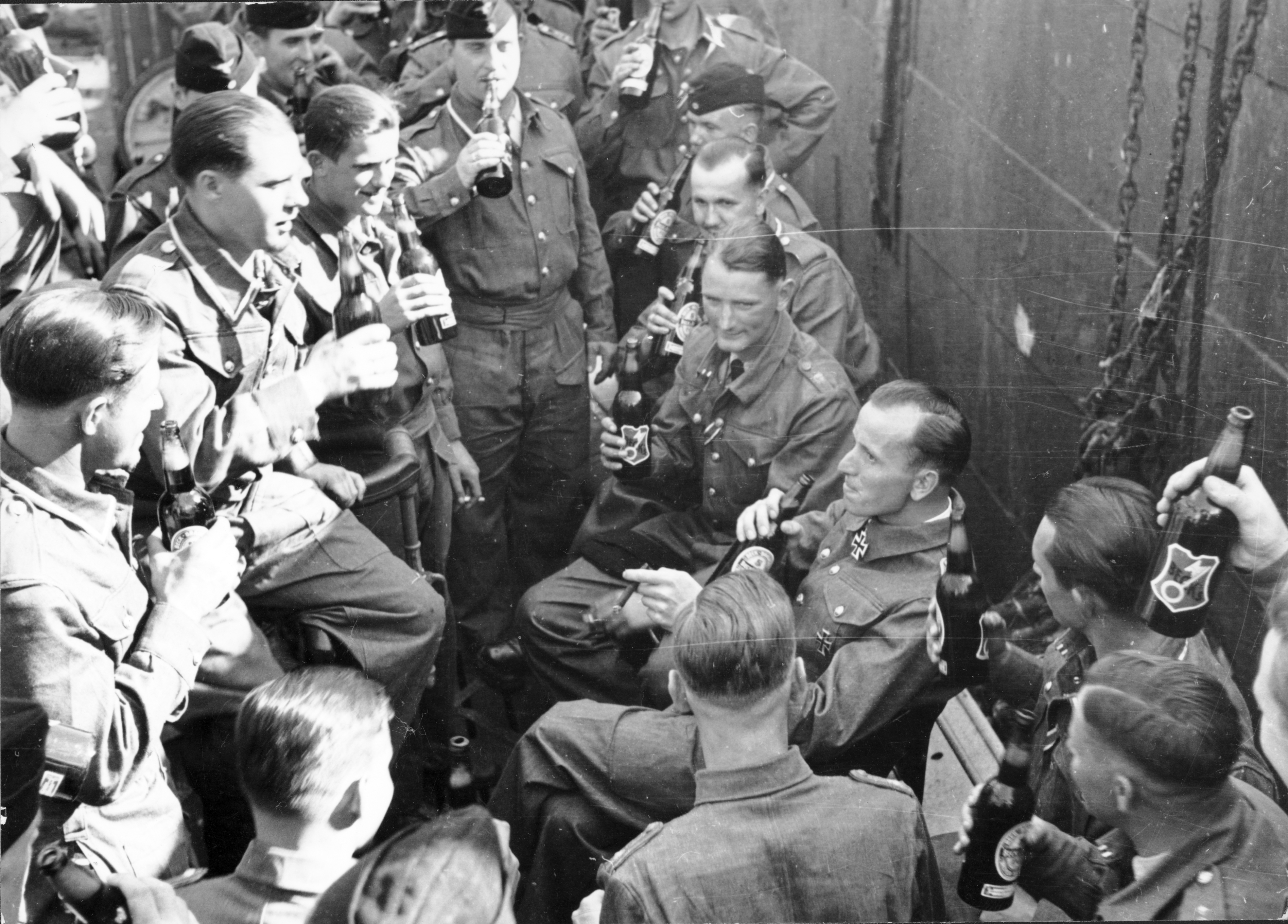
Kretschmer amb la tripulació de l'U-99 celebrant la concessió de la Creu de Cavaller de la Creu de Ferro al 1940

- Creu de Cavaller de la Creu de Ferro amb Fulles de Roure i Espases
  - Creu de Cavaller (4 d'agost de 1940 com Kapitänleutnant i comandant de l'U-99)[13]
  - Fulles de Roure (6è) (4 de novembre de 1940 com Kapitänleutnant i comandant de l'U-99)[13]
  - Espases (5è) (26 de desembre de 1941 com Korvettenkapitän i comandant de l'U-99)[13]
- Creu de Ferro de 1a Classe (9 November 1939)[14]
- Creu de Ferro de 2a Classe (17 October 1939)[14]
- Insígnia de Guerra dels Submarins (1939) (9 November 1939)[14]
- Medalla dels 4 anys de servei a la Wehrmacht (2 d'octubre de 1936)[14]
- Medalla del Retorn del Districte del Memel (26 d'octubre de 1939)[14]
- Cinc mencions al Wehrmachtbericht

## Historial de promocions
Offiziersanwärter - 1 d'abril de 1930
Seekadett - 9 d'octubre de 1930
 Fähnrich zur See - 1 de gener de 1932
 Oberfähnrich zur See - 1 d'abril de 1934
 Leutnant zur See - 1 d'octubre de 1934
 Oberleutnant zur See - 1 de juny de 1936
 Kapitänleutnant - 1 de juny de 1939
 Korvettenkapitän - 1 de març de 1941
 Fregattenkapitän - 1 de setembre de 1944